# بريا جيل
بريا جيل هي ممثلة هندية، ولدت في 9 ديسمبر 1977 في الهند.

## أعمال

### أفلام
- (2000) موهبتين[3]

## وصلات خارجية
- بريا جيل على موقع IMDb (الإنجليزية)
- بريا جيل على موقع روتن توميتوز (الإنجليزية)
- بريا جيل على موقع أول موفي (الإنجليزية)
- بريا جيل على موقع قاعدة بيانات الفيلم (الإنجليزية)